# Miguel Hilarión Eslava

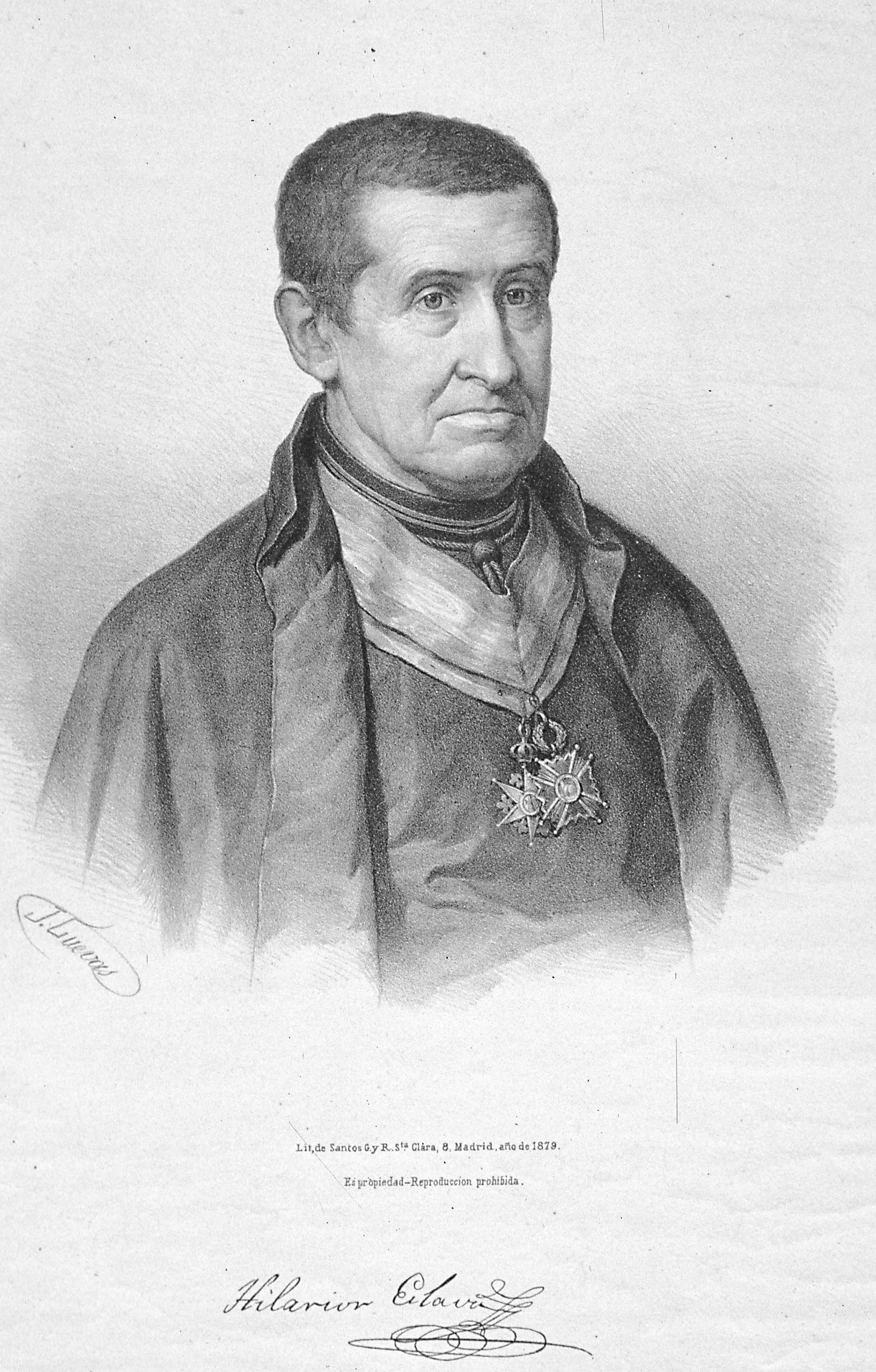
Miguel Hilarión Eslava

Miguel Hilarión Eslava Elizondo (* 21. Oktober 1807 in Burlada, Provinz Navarra; † 23. Juli 1878 in Madrid) war ein spanischer Komponist, Kapellmeister, Musikpädagoge und Musikforscher.

## Leben
Hilarión Eslava wurde im Jahr 1816 in den Knabenchor der Kathedrale von Pamplona aufgenommen; dort erhielt er auch Unterricht in Violine sowie im Klavier- und Orgelspiel bei Julián Prieto (1765–1844). Ab 1827 bildete er sich in Komposition bei Francisco Secanilla (1775–1832) fort, dem Kapellmeister in Calahorra (Region La Rioja). Nach Abschluss dieser Ausbildung bewarb er sich am 14. April 1828 um die Stellung des Kapellmeisters an der Kathedrale in El Burgo de Osma und trat dieses Amt am 13. August dieses Jahres an. Nur wenige Monate später bewarb er sich um die gleiche Position an der Kathedrale von Sevilla, bekam diese Stelle aber erst am 20. Februar 1832. Im September des gleichen Jahres wurde er zum Priester geweiht. Um gesicherte Einkünfte zu bekommen, wandte sich Eslava dem Komponieren von Opern zu; in den Jahren 1841 bis 1843 entstanden seine drei überlieferten Bühnenwerke.
Im Jahr 1844 nahm Eslava in Madrid die Stelle eines Aushilfs-Kapellmeisters an; drei Jahre später dort die Stellung des Maestro de la Real Capilla (Kapellmeister der königlichen Kapelle), nachdem der bisherige Amtsinhaber M. R. Ledesmas in Pension gegangen war. Seine besondere Zuneigung und Solidarität zur spanischen Königsfamilie hatte deren Anerkennung und Unterstützung zur Folge, so dass er schon 1847 von König Karl mit dem Titel eines Komturs ausgezeichnet wurde. Durch ein offizielles Schreiben der Königin erhielt er freien Zugang zu den Archiven der spanischen Kathedralen. Mit den so gewonnenen Dokumenten und Partituren spanischer Komponisten früherer Jahrhunderte setzte er seinen Plan einer Lira sacro-hispana (Veröffentlichung „Geistlich-spanische Lyra“) um, die ab Juni 1852 in Fortsetzungen erschien. Im Jahr 1854 hat er das Gremium Orfeo Español (Spanischer Orpheus) gegründet, dessen Aufgabe es war, der Regierung geistliche und weltliche Musikprojekte vorzuschlagen. Die Gründung der Wochenzeitschrift Gaceta musical de Madrid (erschienen Februar 1854 bis Januar 1857) war sein erster Schritt in diese Richtung. Hier erörterte er künstlerische Belange und Möglichkeiten für den künstlerischen Fortschritt und veröffentlichte viele eigene didaktische und musikwissenschaftliche Abhandlungen.
Ebenfalls im Jahr 1854 erhielt er am königlichen Konservatorium den Lehrstuhl für Komposition als Stellvertreter von R. Carnicer und wurde ein Jahr später nach dessen Tod zum ordentlichen Professor bestellt. 1866 wurde er auch noch Direktor dieser Einrichtung. In der Folge politischer Widrigkeiten im Vorfeld der Revolution von 1868 geriet Eslava in Konflikte, die ihn 1868 veranlassten, auf seinen Lehrstuhl zu verzichten. Im gleichen Jahr hat ihm die Königin den Titel eines capellán de honor (Ehrenkapellmeister) verliehen. Von der Academia de Bellas Artes San Fernando (Akademie der schönen Künste San Fernando) wurde er 1873 als Mitglied aufgenommen. Darüber hinaus erhielt er in seinen letzten Lebensjahren viele weitere Ehrungen und Auszeichnungen.

## Bedeutung
Von den Werken Eslavas erreichte sein Miserere aus dem Jahr 1835 eine besondere Popularität und wurde anstelle der Miserere-Vertonungen früherer Meister über hundert Jahre lang am Karfreitag aufgeführt. Am bedeutendsten und interessantesten sind hingegen seine Kompositionen aus der Madrider Zeit (1844–1878). Im Vergleich mit seiner lebhaften Aktivität bei der geistlichen Musik, der Musikwissenschaft und der Musikpädagogik ist sein Schaffen von Bühnenwerken dagegen weniger bedeutend.
Durch die intensive Beschäftigung mit der älteren spanischen Musik war Eslava zu der Überzeugung gekommen, dass man zur „alten Schule“ zurückkehren müsse, wobei die Melodie das tragende Element sein sollte. Im Zuge dieser Bestrebung nahm er in seinem Land eine Vorreiterrolle bei der geschichtlichen Aufarbeitung der geistlichen Musik Spaniens früherer Jahrhunderte ein. Er plante die Herausgabe einer vierteiligen Historia de la música en España (Geistliche Musik, Dramatik, Volkstümliches und Lehrwerke), wobei er die geistliche Musik und die Lehrwerke selbst verfassen wollte. Das Thema Bühnenwerke übertrug er Francesco Asenjo Barbieri und die Volksmusik Juan Inzenga. Die Realisierung erfolgte zunächst durch die Herausgabe der Lira sacro-hispana (1852–1860) für die geistliche Vokalmusik und des Museo orgánico español (1853) für die Orgelwerke. Seine beiden Lehrwerke waren von großem schulischen Nutzen, nämlich sein Método completo de solfeo (1845) und seine Escuela de composición, die auf fünf Teile angelegt war (1845–1861), wobei der 5. Teil unvollendet blieb. Letzteres Werk wurde sehr lange an Musikschulen verwendet.

## Werke (summarisch)
(Ausführliches Verzeichnis bei José Luis Ansorena 1999)
- 10 Messen und 1 Credo in verschiedenen Besetzungen
- 35 Motetten in unterschiedlichen Besetzungen
- 17 Psalmen in unterschiedlichen Besetzungen
- Sequenzen, Totenmessen, Hymnen, Antiphonen, Cantica, Responsorien, Lamentationen, Villancicos, Paraphrasen und anderes
- 3 Opern
- 2 Stücke „Andante y allegro“ für Soloinstrument und Streichorchester
- 1 Sinfonía fantástica für Orchester
- 2 Editionen: „Lira sacro-hispana“, Madrid 1852–1860 (geistliche Vokalmusik) und „Museo orgánico español“, ebenda 1853 (Orgelwerke)
- 4 Schriften: „Escuela de composición“, 4 Bände (5 geplant), Madrid 1845–1861; „Método completo de solfeo“, ebenda 1845; „Breve memoria histórica de la música religiosa en España“, ebenda 1860; „Prontuario de contrapunto, fuga y composición“, ebenda 1860